# 東亜石油
東亜石油株式会社（とうあせきゆ）は、日本重油を母体として設立され、近藤光正が日米礦油から分割譲渡された資産を受け入れるかたちで誕生した企業である。近藤は当時、日本重油の社長を務めるとともに、日米礦油の重役も兼任していた。かつてはオーストリッチ（ダチョウ）印を商標として、1953年（昭和28年）に登録元売業者の指定を受けていたが、現在は出光興産グループに属する石油精製会社であり、親会社である出光興産と原油精製の委託契約を結んでいる。出光興産が調達した原油を同社が精製し、その後、石油製品として返却している。
本社および拠点の京浜製油所は、神奈川県川崎市川崎区にある。京浜製油所には原油精製能力70,000バレル/日を有する現在の工場（旧・東亜石油川崎製油所）のほかに、かつて原油精製能力120,000バレル/日を有した扇町工場（旧・昭和シェル石油川崎製油所）があったが、2011年（平成23年）9月に扇町工場は閉鎖された。

## 沿革
- 1924年（大正13年）2月6日 - 日本重油株式会社として設立。
- 1942年（昭和17年）4月 - 日米礦油を合併し、東亜石油株式会社に社名変更。
- 1950年（昭和25年）5月 - 東京証券取引所に株式上場。
- 1955年（昭和30年）
  - 1月 - 登録元売業者の指定を受ける。
  - 8月 - 川崎製油所を新設、石油精製事業に進出。
- 1965年（昭和40年）8月 - 日本鉱業・アジア石油と共同で、共同石油を設立。
- 1966年（昭和41年）7月 - 石油販売部門を共同石油に譲渡。
- 1968年（昭和43年）1月 - 扇島石油基地を設立。
- 1973年（昭和48年）6月 - 東亜共石（後の知多石油）を設立。
- 1976年（昭和51年）8月 - 東亜サービス（現・東亜テックス）を設立。
- 1978年（昭和53年）8月 - 東扇島オイルターミナルを設立。
- 1979年（昭和54年）12月 - 共石グループ離脱、昭和石油グループに移行。
- 1989年（平成元年）12月 - 共同石油との原油精製受託契約を終了。
- 2000年（平成12年）
  - 2月 - 本社を東京都千代田区から現在地に移転。
  - 10月 - 昭和シェル石油川崎製油所を賃借し、両川崎製油所を統合し京浜製油所が発足。
- 2003年（平成15年）9月 - 電力卸供給事業を担当するジェネックスを設立。
- 2005年（平成17年）9月27日 - 昭和シェル石油の関連会社から子会社となる。
- 2008年（平成20年）3月1日 - 東扇島オイルターミナル株式会社を吸収合併。
- 2010年（平成22年）2月16日 - 扇町工場を2011年（平成23年）9月までに閉鎖すると発表。
- 2011年（平成23年）9月30日 - 扇町工場を閉鎖し、昭和シェル川崎事業所として装置の解体の業務等を行う。
- 2018年（平成30年）6月1日 - ジェネックスを吸収合併。
- 2019年（平成31年）4月1日 - 出光興産の子会社となる。
- 2021年（令和3年）2月16日 - 前年12月に出光興産が当社の完全子会社化を目的に株式公開買付け（TOB）を実施するも、応募株数が買付け予定株数の下限に達さず、TOBは不成立となり、断念したと発表した[4]。
- 2022年（令和4年）
  - 5月6日 - ガソリンの品質検査を実施していなかったと発表[5]。
  - 11月22日 - 同年9月に出光興産が再度TOBを実施。今回は買い付け価格などの条件を見直し、前回のTOBで反対したアメリカの投資ファンドの事前合意を得たため、8割超の株主が賛同し、TOBが成立。出光興産が98.04%の株式を取得した[6][7][8]
  - 12月15日 - 株式売渡請求により出光興産の完全子会社となる[9]。

## 関係会社

### 子会社
- 東亜テックス株式会社

### 関連会社
- 扇島石油基地株式会社